# Николай Осипов
Николай Леграфович Осипов (на руски: Николай Леграфович Осипов) е руски лекар, невролог, психиатър, психотерапевт. Пръв прави точни описания на редица неврози, сред които на неврастенията.
При изследването на неврозите използва психологически метод, отделяйки особено внимание на ролята на емоциите в развитието на неврозите. Пионер и популяризатор на психоанализата в Русия, преводач на трудовете на Зигмунд Фройд и негов кореспондент.

## Биография
Роден е на 12 октомври 1877 година в Москва, Русия, в семейство на лекар. През 1897 г. завършва най-доброто училище в Москва и започва да учи медицина в Московския университет. Две години по-късно, през 1899 г., е изключен след обвинение в участие в студентски стачен комитет. Впоследствие продължава да учи в Германия и Швейцария. В Цюрихския университет следва при Ф. Ф. Ерисман. Защитава дисертация по хистология в Базелския университет на 16 ноември 1904 г.
Осипов започва да се запознава с работите на Зигмунд Фройд през 1907 и известно време учи с Карл Густав Юнг. Самият Осипов се приема за първия, който популяризира Фройд в Русия, и за човека, който поставя основите на руската психоаналитична терминология. През 1911 г. е избран за президент на Московското психоаналитично общество.
Отнася се отрицателно към Октомврийската революция. През 1918 г. напуска Москва и заминава в Украйна. През 1920 вече е в Истанбул. Известно време живее в Белград и Будапеща, а от 1921 е в Прага. През 1922 г. му предлагат да стане професор в Масариковия университет в Бърно. Осипов отказва поста и става директор на психиатричната клиника към Карловия университет и преподава психоанализа.
Осипов поддържа добри връзки с Пражката психоаналитична асоциация и през 1931 г. заедно с Емануел Винхолц организира поставянето на паметна плоча в чест на 75-годишнината на Фройд. Накрая обаче нито Фройд, нито Осипов по здравословни причини не присъстват на поставянето на плочата на 25 октомври 1931 г.
Умира на 19 февруари 1934 година в Прага, Чехословакия, на 56-годишна възраст.